# 登哈一世
登哈一世（英語：Denha I）是東方亞述教會牧首任期自1266年直到他在1281年2月24日去世，由雅巴拉哈三世繼承。
當拉班·巴·掃馬抵達波斯時，是由登哈一世擔任牧首。那時在巴格達有牧首的座堂，並且要求拉班·巴·掃馬去拜訪阿八哈宮廷，這是為了獲得大汗批准他作擔任牧首的任命信函。

## 外部連結
- （英文） Chaldeans, History and Cultural Relations （页面存档备份，存于）